# Pseudochthonius troglobius
Espèce
Pseudochthonius troglobius est une espèce de pseudoscorpions de la famille des Chthoniidae.

## Distribution
Cette espèce est endémique du Yucatán au Mexique. Elle se rencontre à Chichén Itzá dans la grotte Cueva del Cenote Xtolok.

## Description
Le mâle holotype mesure 2,07 mm.

## Publication originale
- Muchmore, 1986 : Additional pseudoscorpions, mostly from caves, in Mexico and Texas (Arachnida: Pseudoscorpionida). Texas Memorial Museum Speleological Monograph, vol. 1, no 1, p. 17-30 (texte intégral).